# Sebewaing
Sebewaing ist eine Gemeinde (mit dem Status "Village") in Huron County im US-amerikanischen Bundesstaat Michigan. Das U.S. Census Bureau hat bei der Volkszählung 2020 eine Einwohnerzahl von 1721 ermittelt. 

## Geographie
Sebewaing liegt 60 Kilometer nördlich von Saginaw und befindet sich am Ostufer der Saginaw Bay, einem Teil des Huronsees.

## Geschichte
Der Missionar J.J.F. Auch, der die Urbevölkerung zum Christentum bekehren wollte, wird als Gründer der Stadt angesehen, die 1845 zunächst den Namen „Auchville“ und 1857 „Sebewaing“ erhielt. Dieser Name geht auf die Algonkin-Sprache der Chippewaindianer zurück und bedeutet „kleiner gekrümmter Fluss“ (Little Crooked River). Ende des 19. Jahrhunderts kamen deutsche Siedler in das Gebiet. 1880 wurde eine Brauerei in Betrieb genommen, die über hundert Jahre verschiedene Biersorten produzierte. Der aus Niedersachsen stammende John C. Liken gründete in der Region weitere Betriebe und Einzelhandelsgeschäfte, u. a. Sägemühlen. Die produzierten Dauben für Fässer wurden teilweise auch nach Deutschland verschifft. Außerdem wurden Getreide und Zuckerrüben angebaut. Wegen des Fischreichtums in der Bucht war auch die Fischerei ein wichtiger Wirtschaftszweig. 
Die Stadt verstärkt in jüngster Zeit den Anbau von Zuckerrüben und wird in Michigan deshalb zuweilen als Sugar Beet Capital (Hauptstadt der Zuckerrüben) bezeichnet. Im Juni wird in Sebewaing in jedem Jahr ein als Michigan Sugar Festival bekanntes Fest ausgerichtet.

## Demografische Daten
Im Juli 2009 ergab sich eine Bevölkerungszahl von 1714 Personen, was einen Rückgang gegenüber 2000 von 13,2 % bedeutet. Das Durchschnittsalter der Bevölkerung betrug 2009 40,9 Jahre.